# 眞島健
眞島 健（ましま たけし、1923年12月12日 - 2001年4月13日）は、日本の運輸官僚、経営者。海上保安庁長官などを務めた。

## 来歴・人物
東京都出身。1948年に東京大学法学部政治学科を卒業し、同年に運輸省に入省。1978年6月に海運局長を経て、1979年6月に海上保安庁長官に就任。1980年6月に日本長期信用銀行顧問に就任し、1987年6月には日本エアシステム社長に就任し、1995年6月に会長を経て、1997年6月に相談役を退いた。
1996年11月に勲二等旭日重光章を受章。
2001年4月11日に膵臓癌のために死去。77歳没。